# Absyntho
Absyntho est un groupe brésilien de pop rock, originaire de Rio de Janeiro, État de Rio de Janeiro, actif entre 1982 et 1987.

## Histoire
Absyntho est formé en 1982 par le quintette Sylvinho Blau-Blau, Fernando Sá, Sérgio Diamante, Walderley Pigliasco et Darcy. En octobre 1983, le groupe sort son premier disque compact : Meu Ursinho Blau Blau, dont le morceau homonyme devient rapidement un tube,. Le premier disque compact d'Absyntho se vend à 350 000 exemplaires.
En 1984, le groupe sort un autre album, Palavra Mágica. L'année suivante, le premier LP d'Absyntho sort, intitulé Absyntho, qui contient le tube Balanço do Trem. Le premier album d'Absyntho sort en 1984. Le groupe se sépare en 1987,,. et Sylvinho Blau-Blau décide de poursuivre une carrière solo, mais sans succès.

## Membres
- Sylvinho Blau-Blau – chant
- Fernando Sá – guitare, chant
- Wanderley Pigliasco – basse
- Sérgio Diamante – clavier
- Darcy (Absyntho) – batterie

## Discographie

### Albums studio
- 1985 : Absyntho
- 1989 : Juntos Até o Fim

### Singles
- 1983 : Meu Ursinho Blau Blau / Amar Você
- 1984 : Palavra Mágica / Linda Criatura
- 1986 : Só a Lua[5] / Lobo